# Pfarrkirche Viktorsberg

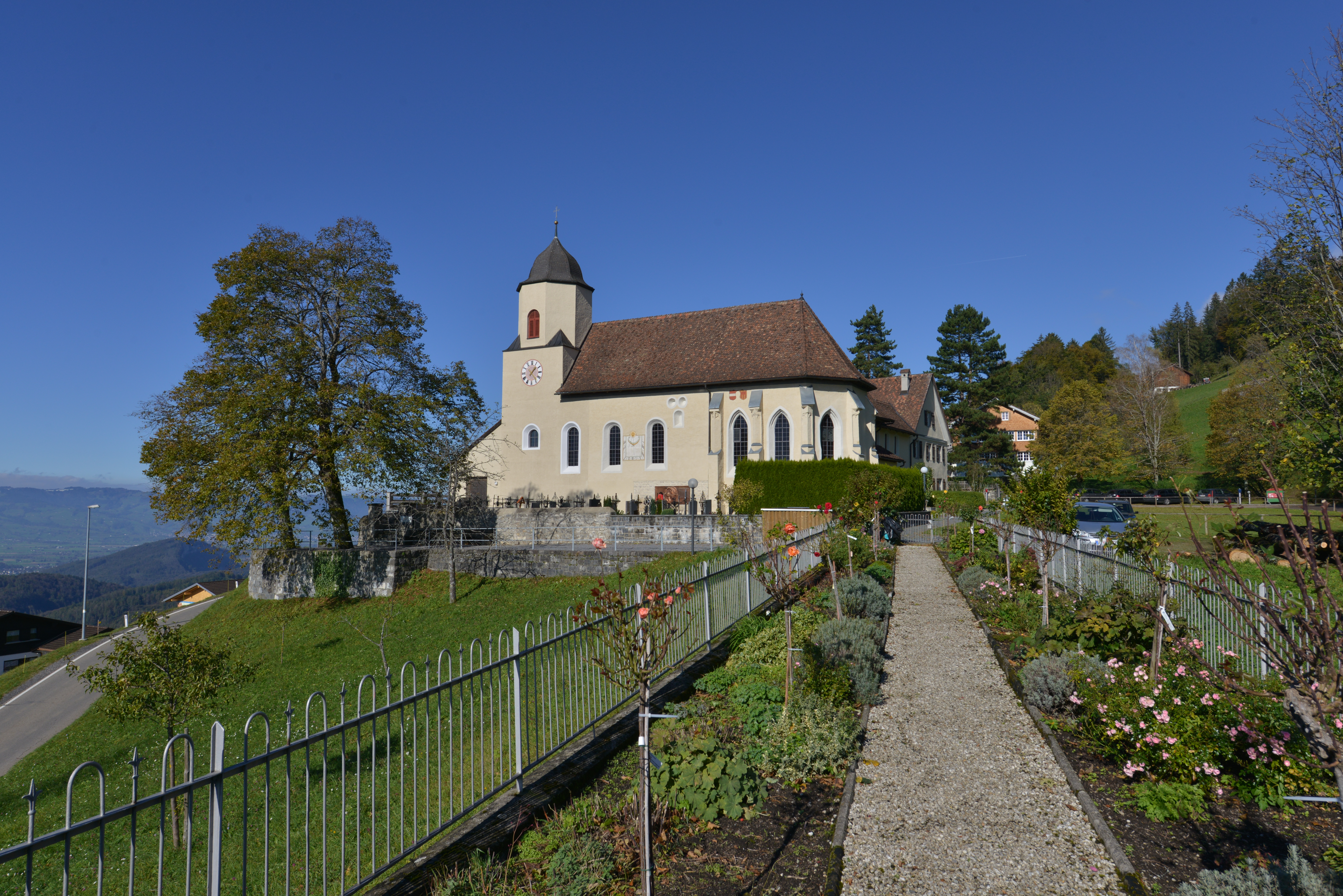
Kirche, vor Friedhof und Klostergarten

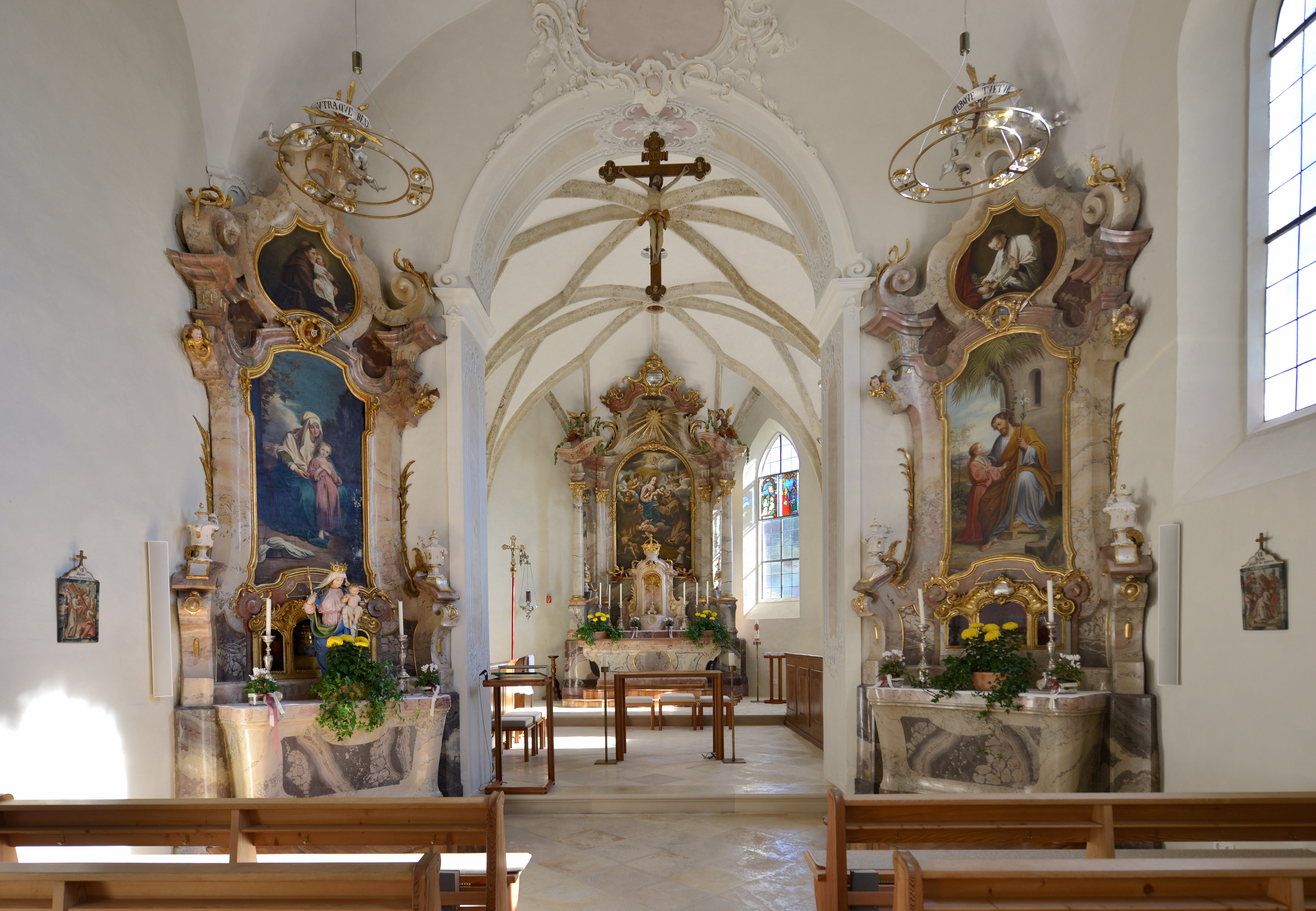
Langhaus zum Chor mit übereck gestellten Seitenaltären

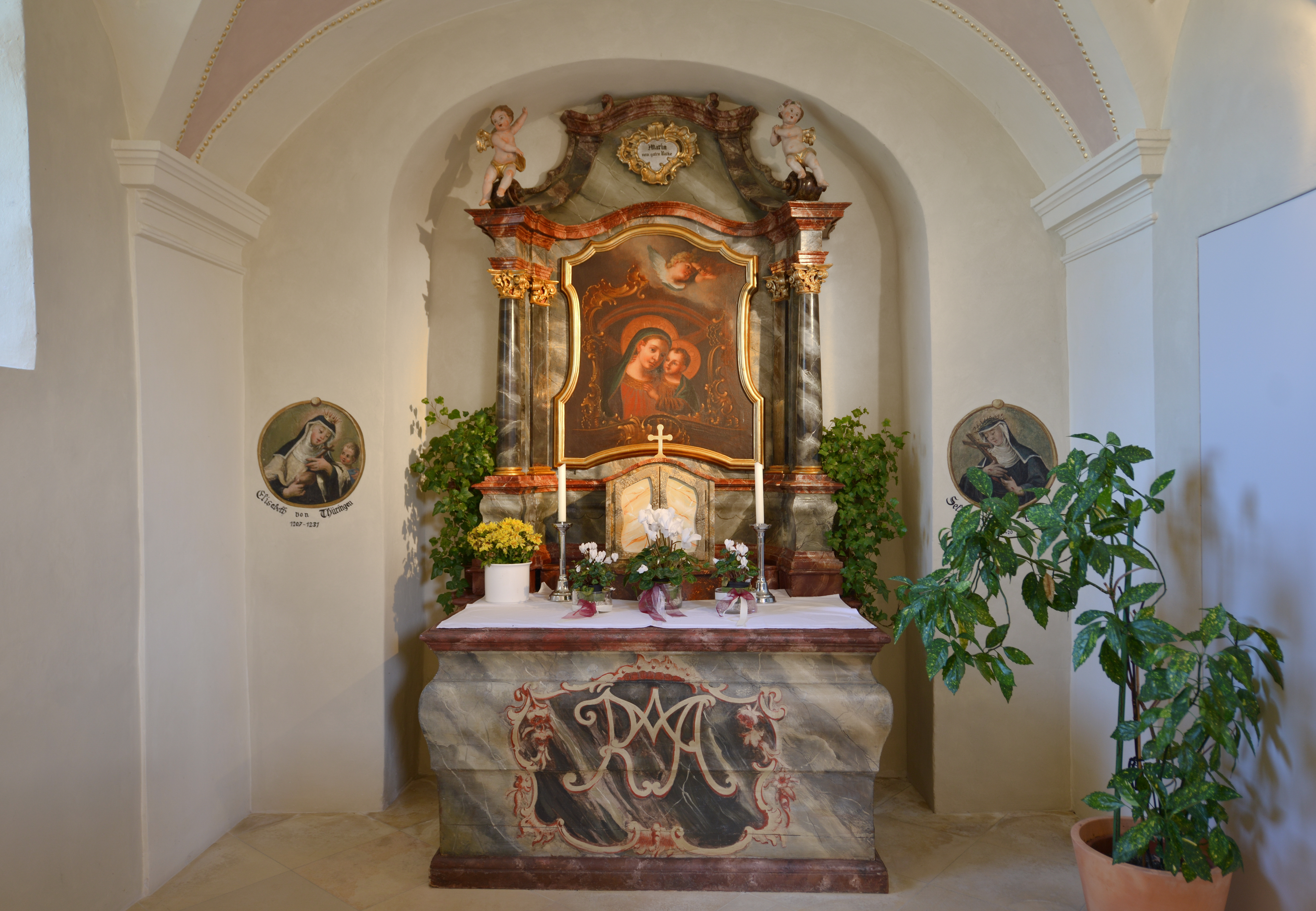
Gnadenkapelle Maria vom Guten Rat

Die römisch-katholische Pfarrkirche Viktorsberg steht in der Gemeinde Viktorsberg in Vorarlberg. Die Pfarrkirche zu Ehren des Heiligen Viktor gehört zum Dekanat Rankweil in der Diözese Feldkirch. Das südseitige Kirchengebäude mit dem vorgelagerten Ortsfriedhof steht unter Denkmalschutz (Listeneintrag) und bildet baulich mit dem ehemaligen Kloster Viktorsberg einen Vierkanthof.

## Geschichte
Die Viktorsberger Pfarrkirche war anfangs die Klosterkirche des nach 834 errichteten ehemaligen Schottenklosters. Es handelt sich um eine der ältesten christlichen Ansiedlungen in Vorarlberg. Gegründet wurde diese erste christliche Ansiedlung mit dem irischen Heiligen Eusebius von Rankweil. Mit Eusebius soll zumindest eine Andachtszelle (vlt. auch seine Inklusionszelle) errichtet worden sein, in welcher er seinen abgeschlagenen Kopf auf dem Altar dieser Kirche (Zelle) am 31. Jänner 884 niedergelegt haben soll. Der heilige Eusebius soll in Viktorsberg 30 bis 50 Jahre gelebt und im Umfeld gewirkt haben. Bereits zu dieser Zeit sei hier der heilige Viktor verehrt worden.
882 hat Karl der Dicke auf Bitten des heiligen Eusebius Viktorsberg an das Kloster St. Gallen geschenkt. 885 soll Karl der Dicke zudem die Kirche von Röthis samt allen Liegenschaften, Gebäuden und Menschen an das Kloster St. Gallen verschenkt haben mit der Auflage, dass in Viktorsberg immer zwölf Pilgrime (wohl Mönche gemeint) beherbergt und verpflegt werden.
Über die Entwicklungen und das Schicksal des Klosters in den weiteren Jahrhunderten ist nur wenig schriftlich überliefert. Es brannte zweimal ab, und es sollen dabei sehr viele alte Schriften untergegangen sein. Im Jahr 1370 habe Graf Rudolf III von Montfort die Kirche und das Klostergebäude renovieren lassen. Am 13. September 1383 wurde der neu errichtete Klosterbau an die Minoriten übergeben. 1398 erwarb das Haus Österreich die Vogtei über das Minoritenkloster.
Im Jahre 1642 brannte das Kloster nach einem Blitzeinschlag vollständig nieder.
1782 baute Johann Martin Anwander eine Orgel für die Kirche.
Das Viktorsberger Kloster, immer noch von den Minoriten betreut, wurde 1782/1783 auf kaiserlichen Befehl aufgehoben. Im 18. Jahrhundert wurde die Kirche barockisiert.
1960 wurde die Kirche erweitert und der heutige Turm mit achteckigem Obergeschoß und Kuppel angefügt.
2009 wurde die letzte Renovierung der Kirche abgeschlossen.
Am 1. September 2014 wurde der Pfarrverband Sulz-Viktorsberg beschlossen.

## Architektur
Das Kirchen- und Klostergebäude als Vierkanthof 880 m ü. A. steht in einer den Ort beherrschenden Lage an der Hauptstraße (L 70), die wenige hundert Meter weiter bei der ehemaligen Lungenheilstätte Viktorsberg – damals eine Außenstelle vom Landeskrankenhaus Feldkirch – endet.
Das mittige spätromanische Langhaus und der östliche gotische Chor unter einem gemeinsamen Satteldach bilden mit dem Westturm die Südfront des Vierkanthofes. Die zweifach abgedachten Strebepfeiler am Chor haben im oberen Teil Maßwerkzier. Die Spitzbogenfenster zeigen eine Hohlkehle mit einem durchkreuzten Rundstab. Die Südfront am Chor zeigt das gemalte Wappen Österreich und Montfort. Der Turm hat ein achteckiges Obergeschoß mit vier Rundbogenschallöffnungen und trägt ein Kuppeldach. Es gibt eine Vorhalle unter einem Pultdach.
Ein Rundbogenportal und eine Eingangshalle nördlich des Turmes erschließen das Kircheninnere. Das zweijochige Langhaus hat ein Stichkappentonnengewölbe und im Westen eine Empore mit Flachdecke. Hinter dem eingezogenen runden Triumphbogen schließt ein eineinhalbjochiger Chor in der Langhausbreite mit Fünfachtelschluss an. Der Chor ist mit einem einfach gekehlten Netzrippengewölbe auf Konsolen mit einem Schlussstein mit dem Wappen der Montfort überwölbt.
Das Fresko Zug der Seligen an der rechten Chorwand entstand nach 1383. Fresken im Langhaus zeigen die Marter des hl. Eusebius, die Einbringung der Kopfreliquie des hl. Viktor und die Legende des hl. Eusebius mit dem Stifter Graf Rudolf IV.

## Ausstattung
Der Hochaltar mit zwei Säulen und einem offenen Gebälk aus 1752 zeigt das Altarbild Maria mit Kind und Franziskus aus 1633 und trägt auf dem Gebälk zwei Engel um 1630. Der Tabernakel ist aus dem 19. Jahrhundert. Die Seitenaltäre übereck gestellt mit Marmoraufbau und Volutenrahmung entstanden um 1760/1770. Das linke Altarbild Anna mit Maria mit Oberbild Antonius mit Jesus und das rechte Altarbild Josef mit Jesus mit Oberbild Stanislaus Kosta malte Jakob Bertle (1898). Es gibt einen Schrein mit Reliquien des hl. Eusebius.
Das Chorfenster rechts vorne beinhaltet in der dritten Zeile ein um 1435/40 entstandenes mittelalterliches Glasgemälde, das Graf Rudolf V. von Montfort-Feldkirch vor Papst Viktor zeigt, und ein neuzeitliches Glasgemälde mit der Darstellung der Stigmatisation des heiligen Franz von Assisi.
Links unter der Empore befindet sich die Gnadenkapelle mit einem Altar mit dem Gnadenbild Maria vom Guten Rat um 1770. Links der Altarnische ist ein Fresko hl. Elisabeth von Thüringen und rechts das Fresko selige Elisabeth Bona von Reute.

### Orgel
Die geschwungene Empore trägt die Orgel von Anton Behmann (1895). Sie hat mechanische Spiel- und Registertrakturen, Kegelladen sowie 7 Register im Manual und 2 Register im Pedal. Die zinnernen Prospektpfeifen gingen 1917 durch Einschmelzen für die Rüstungsindustrie verloren und wurden im darauffolgenden Jahr durch Zinkpfeifen der Gebrüder Mayer ersetzt. Die Orgel wurde 1960 durch Mayer und 2009 durch Walter Vonbank-Orgelbau in Triebendorf restauriert. Vonbank gab der Orgel ihren Zinnprospekt (21 klingende und 10 stumme Pfeifen) zurück, wofür die Pfeifen der erhaltenen Behmann-Orgel von 1891 der Alten Kirche in Lech Vorbild waren. Er entfernte den von Mayer eingebauten Kastenbalg und ersetzte ihn durch einen alten, restaurierten Magazinbalg der Orgelbauerfamilie Mauracher.

### Glocken
Das Geläut besteht aus vier Glocken (Stimmung: d' e' (fis') a') und wurde 1962 durch die Glockengießerei Grassmayr in Innsbruck gegossen.